# Château Sociando-Mallet
Le château Sociando-Mallet, est un domaine viticole situé dans le village de Saint-Seurin-de-Cadourne et produisant son vin sous l’AOC haut-médoc. Sociando-Mallet est l'archétype du vin de grande qualité ne figurant ni dans le classement des grands crus de 1855, ni dans celui des crus bourgeois.

## Histoire
Le premier propriétaire de Sociando-Mallet est un certain Sieur Sociondo (ou Sossiando), aristocrate basque et  acquéreur de terrains viticoles près de Saint-Seurin-de-Cadourne en 1633. Le domaine prit son nom actuel avec Madame veuve Mallet, qui en fit l'acquisition en 1850.
En 1855, le vin Sociando-Mallet n'est pas autorisé à figurer dans la classification officielle des vins de Bordeaux car le domaine se situe à plus d'un jour de voyage de Bordeaux.
En 1969, Jean Gautreau, ancien joueur de tennis puis courtier et négociant, rachète la propriété qui appartenait à l'ancien président du syndicat viticole de Marrakech pour 250 000 francs. Il fait construire les caves et étend le terrain agricole, où seuls 6 des 30 hectares de la propriété étaient plantés. Pour la première cuvée de 1970, il construit à la hâte deux cuves en ciment. Il s'entoure d'une équipe de professionnels mais choisit de ne pas faire figurer la mention « cru bourgeois » sur l'étiquette de ses bouteilles.
En 1995, il crée le label Cuvée Jean Gautreau qui contient plus de Cabernet Sauvignon que le Sociando-Mallet. En 2003, il refuse de participer au classement des crus bourgeois.
En 2019, le domaine compte 83 hectares de vignes et produit 450 000 bouteilles par an. Jean Gautreau décède en 2019 et sa fille Sylvie reprend la gestion du domaine.

## Terroir
Le vignoble du château est situé à Saint-Seurin-de-Cadourne en Gironde, dans l'AOC haut-médoc. Sur un sol fait de croupes de graves sur un socle argilo-calcaire, il est planté en cabernet sauvignon à 55 %, merlot à 40 %, et cabernet franc à 5 %. La densité est d'environ 8 333 pieds par hectare.

## Vins
Le grand vin est d'un profil typiquement médocain, dont l'assemblage n'a pas varié entre les millésimes 2002 et 2012 : 55 % cabernet-sauvignon, 40 % merlot et 5 % cabernet franc. Il est élevé douze mois en barriques 100 % neuves pour lui apporter une volupté qu'il ne possède pas à l'origine.
Le millésime 2013 marque une inflexion majeure : pour la première fois, le grand vin a un assemblage à majorité de merlot (53 %, contre 47 % de cabernet-sauvignon). Le millésime, difficile dans le bordelais, l'est particulièrement pour ce cépage (rendement de 45 hl/ha), avec un faible pourcentage de jus et des peaux épaisses. En 2014, deux parcelles de vieilles vignes de cabernet-sauvignon ont été arrachées, l'assemblage est donc à nouveau à majorité de merlot (60 %). La proportion de fûts neufs a été réduite à 85 % pour tenir compte de cette évolution.
Le château produit également un second vin, sous l'étiquette « La Demoiselle de Sociando-Mallet », élaboré à partir d'environ 20 hectares de parcelles les plus jeunes et celles situées sur les terroirs les plus argileux. Son nom fait allusion à une espèce de libellule du Médoc.

## Millésimes
À la suite de sa reprise par Jean Gautreau, le château fait parler de lui dès le millésime 1975. Son millésime 1982, noté en primeur par Robert Parker, tire Sociando-Mallet de l'anonymat.
En 1996 il défraye la chronique lorsque le Grand Jury européen (GJE) classe son millésime 1990 devant tous les premiers crus. À Las Vegas en 2001, dans une dégustation rassemblant une centaine de bordeaux 1982, Sociando-Mallet a été classé second par le jury européen après Château Pichon-Lalande et troisième par le jury américain après Château Figeac et Château Lynch-Bages. À l'occasion de la dégustation à l'aveugle organisée en 1999 à Merano, le GJE place le Sociando-Mallet 1996 en tête d'une liste de 132 bordeaux du même millésime.
Comme dans le reste du bordelais, les millésimes 2005, 2009 et 2010 obtiennent les meilleurs notes sur la décennie passée.